# Jacek Paśnik
Jacek Paśnik (ur. 25 lipca 1997 w Łodzi) – polski pisarz i publicysta.

## Życiorys
Wychował się na łódzkich Chojnach. Jest absolwentem Wydziału Architektury na Politechnice Warszawskiej. Publikuje na łamach „Popmoderny”, „Szumu”, „Stonera Polskiego”, „Wizji”, „Glissando”, „Notatnika Literackiego” oraz Noizz.pl. Od 2016 prowadzi facebookowy fanpage „Dzieci Neo”, obserwowany przez kilkadziesiąt tysięcy osób.
W 2022 zadebiutował książką Dzieci, opowiadającą o dorastaniu na początku XXI w.. Książka recenzowana była między innymi w dwumiesięczniku literackim Książki. Magazyn do czytania. Na łamach Gazety Wyborczej ukazała się jej recenzja autorstwa Izabelli Adamczewskiej, w Dwutygodniku ukazała się recenzja Jagody Gawliczek, a w magazynie Wizje ukazała się recenzja Bartosza Pergóła.
Od września 2024 wraz z Olgą Drendą  prowadzi w Polskim Radiu Czwórce audycję „Drenda i Paśnik w Czwórce”. Z Drendą również współprowadzi podcast „Dziś” na platformie Newhomers.
W 2024 ukazała się książka Tak szybko się nie umiera, której akcja toczy się w Polsce lat 80. XX w.. Książka recenzowana była między innymi w dwumiesięczniku literackim Książki. Magazyn do czytania . W Dwutygodniku ukazała się recenzja autorstwa Pauliny Małochleb , a na łamach portalu Booklips książkę recenzował Jacek Adamiec.
Mieszka w Warszawie na Mokotowie.

## Publikacje
- Dzieci, Wydawnictwo W.A.B., 2022, ISBN 978-83-280-9683-7
- Nikt nikomu nie tłumaczy. „Świat według Kiepskich” w kulturze, Wydawnictwo Brak Przypisu, 2023, ISBN 978-83-966826-0-4 (współautorzy: Olga Drenda, Michał Gliński, Karolina Graczyk, Marta Płaza)
- Tak szybko się nie umiera, Wydawnictwo W.A.B., 2024, ISBN 978-83-831-9951-1